# Ga Hiroshima
Ga Hiroshima (広島駅 Hiroshima-eki) là một ga đường sắt ở Minami-ku, Hiroshima, Nhật Bản, do West Japan Railway Company (JR West) vận hành. Ga Hiroshima làga lớn phục vụ nhiều tuyến tàu, và tất cả các tàu của tuyến Sanyō Shinkansen đều dừng ở đây.

### Các đường ray

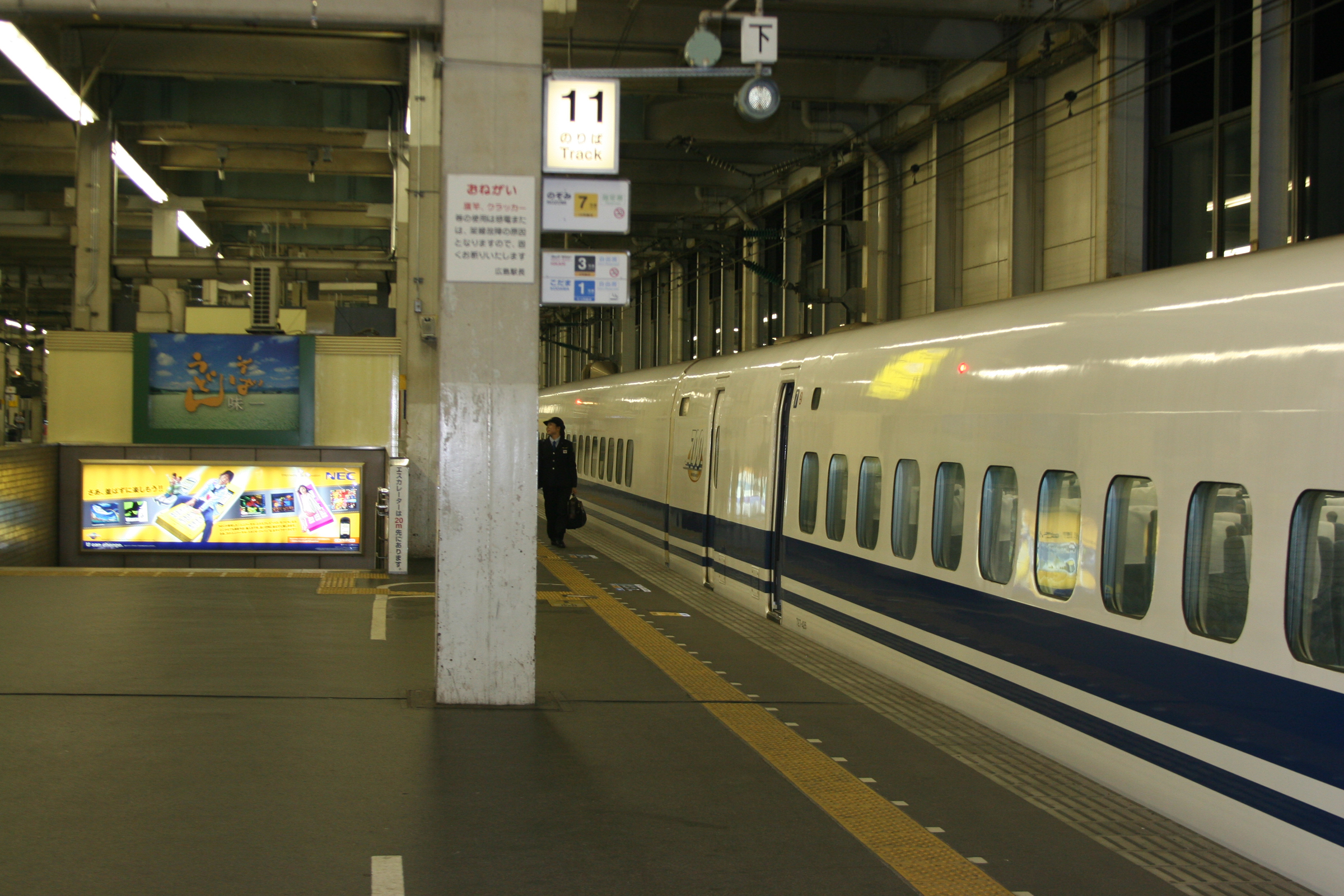
Shinkansen tại ga Hiroshima

Ga Shinkansen có 2 đảo lên tàu gồm 4 kê ga. Các tuyến khác Shinkansen sử dụng 3 đảo và một mặt gồm 8 kê ga.
| 1 • 2   | ■ Sanyō Main Line (down)  | đi Miyajimaguchi, Iwakuni, and Tokuyama                |  |
| 1 • 2   | ■ Kabe Line               | đi Ōmachi, Midorii, và Kabe                            |  |
| 3 • 4   | ■ Kure Line               | đi Kure, Hiro, và Takehara                             |  |
| 3 • 4   | ■ Kabe Line               | đi Ōmachi, Midorii, và Kabe                            |  |
| 3 • 4   | ■ Sanyō Main Line (down)  | đi Miyajimaguchi, Iwakuni, và Tokuyama                 |  |
| 3 • 4   | ■ Sanyō Main Line (up)    | đi Saijō, Mihara, và Fukuyama                          |  |
| 5 • 7   | ■ Sanyō Main Line (up)    | đi Saijō, Mihara, và Fukuyama                          |  |
| 5 • 7   | ■ Kure Line               | đi Kure, Hiro, và Takehara                             |  |
| 8 • 9   | ■ Geibi Line              | đi Shiwaguchi và Miyoshi                               |  |
| 11 • 12 | ■ Sanyō Shinkansen (down) | đi Shin-Yamaguchi, Hakata, Kumamoto, và Kagoshima-Chūō |  |
| 13 • 14 | ■ Sanyō Shinkansen (up)   | đi Okayama, Shin-Ōsaka, và Tokyo                       |  |

Các đường ray khác của nhà ga:
- 0: trước đây của tuyến Ujina
- 10: trước đây phục vụ tàu chở hàng hóa

## Các ga lân cận
| «                                         | «                | Dịch vụ                    | »                | »                                                            |
| Sanyō Shinkansen                          | Sanyō Shinkansen | Sanyō Shinkansen           | Sanyō Shinkansen | Sanyō Shinkansen                                             |
| ----------------------------------------- | ---------------- | -------------------------- | ---------------- | ------------------------------------------------------------ |
| Fukuyama Okayama                          |                  | Nozomi / Mizuho            |                  | Tokuyama Shin-Yamaguchi Kokura                               |
| Higashi-Hiroshima Mihara Fukuyama Okayama |                  | Hikari / Sakura            |                  | Shin-Iwakuni Tokuyama Shin-Yamaguchi Shin-Shimonoseki Kokura |
| Higashi-Hiroshima                         |                  | Kodama                     |                  | Shin-Iwakuni                                                 |
| Sanyō Main Line                           |                  |                            |                  |                                                              |
| Shin-Hakushima                            |                  | Rapid                      |                  | Kaitaichi                                                    |
| Shin-Hakushima                            |                  | Local                      |                  | Tenjingawa                                                   |
| Kure Line                                 |                  |                            |                  |                                                              |
| Ga cuối                                   |                  | Rapid                      |                  | Yano                                                         |
| Ga cuối                                   |                  | Rapid Akiji Liner          |                  | Kaitaichi                                                    |
| Miyajimaguchi                             |                  | Rapid Kiyomori Marine View |                  | Kure                                                         |
| Ga cuối                                   |                  | Local                      |                  | Yano                                                         |
| Kabe Line                                 |                  |                            |                  |                                                              |
| Shin-Hakushima                            |                  | Local                      |                  | Ga cuối                                                      |
| Geibi Line                                |                  |                            |                  |                                                              |
| Ga cuối                                   |                  | Miyoshi Liner              |                  | Yaga                                                         |
| Ga cuối                                   |                  | Local                      |                  | Yaga                                                         |